# Анатолийская гадюка
Анатолийская гадюка (лат. Montivipera albizona) — вид ядовитых змей рода настоящих гадюк семейства гадюковых, обитающих в центральной Турции.

## Описание
Анатолийская гадюка достигает длины 78 см (у самца), хотя большинство особей меньше.
Голова относительно большая, чётко отделённая от шеи. Морда закруглена и покрыта маленькими чешуйками. Носовое отверстие прорезано внутри одиночного щитка. Большие надглазничные щитки тесно связаны с глазным яблоком. Тело покрыто 23 рядами чешуек — 2—3 предбрюшных и 149—155 брюшных.
Окраска буро — серая. Вдоль хребта от задней части головы до кончика хвоста располагаются около 30 поперечных белых с чёрными краями узких пятен, разделённых кирпично-красными коричневыми зонами. Обычно имеются 2 больших чёрных косых пятна на верхней части головы, а также тёмная полоса, расположенная от края глаза назад к уголкам рта и дальше. Брюхо серое в тёмных крапинках.

## Распространение
Горные районы центральной Турции

## Образ жизни
Предпочитает сухие каменистые склоны гор и луга.

## Охрана
В связи с небольшим естественным ареалом данного вида, анатолийская гадюка находится под охраной Красной книги МСОП. как вид, подвергающийся опасности исчезновения.